# Жигаев, Юрий
Юрий Жигаев (латыш. Jurijs Žigajevs; род. 14 ноября 1985, Ленинград) — латвийский футболист.31 июля 2018 года объявил о завершении карьеры.

## Клубная карьера
Родился в Ленинграде и в раннем возрасте переехал в Латвию. Молодёжную карьеру провёл в «ДЮСШ Илуксте» и «Зибенс/Земессардзе». В 2002 году подписал профессиональный контракт с клубом «Рига». В нём Жигаев провёл 6 лет, сыграв в 118 матчей и забил 17 голов. После того как столичная команда была признана банкротом, Юрий подписал контракт с «Вентспилсом». В новом клубе он провёл 46 матчей и забил 24 мяча. 3 декабря 2010 года Жигаев перешёл в польский «Видзев». Из-за продолжительных травм Юрий провёл в «красной армии» только 5 матчей и в 2012 году вернулся в «Вентспилс».

## Карьера за сборную
Дебют за сборную Латвии состоялся 13 октября 2007 года в матче квалификации Чемпионата Европы 2008 против сборной Исландии (2-4). Последний на данный момент матч сыграл 31 марта 2015 года против Украины.
Всего на счету футболиста 35 матчей за сборную (из них два не признаются официальными по правилам ФИФА) и два гола.

### Голы за сборную
| #  | Дата          | Место                                         | Соперник   | Счёт | Результат | Турнир                  |
| -- | ------------- | --------------------------------------------- | ---------- | ---- | --------- | ----------------------- |
| 1. | 1 апреля 2009 | Сконто, Рига                                  | Люксембург | 1-0  | 2-0       | Квалификация на ЧМ 2010 |
| 2. | 24 мая 2013   | Стадион имени шейха Джассима бин Хамада, Доха | Катар      | 1-0  | 1-3       | Товарищеский матч       |

## Достижения
- Чемпион Латвии: 2008, 2013, 2014.
- Серебряный призёр чемпионата Латвии: 2009, 2010.
- Бронзовый призёр чемпионата Латвии: 2007, 2012, 2015, 2016.
- Обладатель Кубка Латвии: 2013, 2017.
- Финалист Кубка Латвии: 2015.
- Победитель Балтийской лиги: 2010.
- Обладатель Кубка Балтии: 2008, 2014.
- Лучший полузащитник чемпионата Латвии: 2010, 2013.
- Лучший игрок чемпионата Латвии: 2010, 2013.